# Campeonato Nacional de Fútbol de Salón 2015 (Paraguay)
El XLV Campeonato Nacional de Fútbol de Salón - San Ignacio 2015 fue la 45ª edición del Campeonato Nacional de Fútbol de Salón de Paraguay. Fue organizado por séptima vez por la Federación Paraguaya de Fútbol de Salón (FPFS) y participaron 16 equipos. Inició el 17 de febrero de 2015 y finalizó el 1 de marzo del mismo año. Todos los partidos fueron jugados en el Estadio Municipal Dos Bocas de la ciudad de San Ignacio.

Luego de dos años, y por segunda vez, Horqueta fue consagrado campeón.

## Modalidad
Los dieciséis equipos participantes se dividieron en cuatro grupos de cuatro cada uno, donde disputaron una ronda de partidos de todos contra todos en el grupo. Los dos mejores equipos de cada grupo pasaron a los duelos finales.

## Equipos participantes[2]
| Equipos clasificados |
| -------------------- |
| Altos                |
| Amambay              |
| Caaguazú             |
| Capiatá              |
| Concepción           |
| Encarnación          |
| Fernando de la Mora  |
| Horqueta             |
| Mbocayaty            |
| Ñemby                |
| Paranaense           |
| Presidente Franco    |
| San Ignacio          |
| San Juan Bautista    |
| Villa Hayes          |
| Villarrica           |

## Desarrollo[3]

### Primera fase

#### Grupo A
| Equipo     | Pts | PJ | PG | PE | PP | GF | GC | Dif |
| ---------- | --- | -- | -- | -- | -- | -- | -- | --- |
| Horqueta   | 6   | 3  | 3  | 0  | 0  | 22 | 9  | 13  |
| Capiatá    | 4   | 3  | 2  | 0  | 1  | 9  | 12 | -3  |
| Paranaense | 2   | 3  | 1  | 0  | 2  | 9  | 12 | -3  |
| Mbocayaty  | 0   | 3  | 0  | 0  | 3  | 7  | 14 | -7  |

Fecha 1
| 18 de febrero de 2015 | Paranaense | 4 - 7   | Horqueta | Estadio Municipal Dos Bocas, San Ignacio |  |
|                       |            | Reporte |          |                                          |  |

| 18 de febrero de 2015 | Capiatá | 4 - 2   | Mbocayaty | Estadio Municipal Dos Bocas, San Ignacio |  |
|                       |         | Reporte |           |                                          |  |

Fecha 2
| 20 de febrero de 2015 | Paranaense | 4 - 3   | Mbocayaty | Estadio Municipal Dos Bocas, San Ignacio |  |
|                       |            | Reporte |           |                                          |  |

| 20 de febrero de 2015 | Horqueta | 9 - 3   | Capiatá | Estadio Municipal Dos Bocas, San Ignacio |  |
|                       |          | Reporte |         |                                          |  |

Fecha 3
| 22 de febrero de 2015 | Horqueta | 6 - 2   | Mbocayaty | Estadio Municipal Dos Bocas, San Ignacio |  |
|                       |          | Reporte |           |                                          |  |

| 22 de febrero de 2015 | Capiatá | 2 - 1   | Paranaense | Estadio Municipal Dos Bocas, San Ignacio |  |
|                       |         | Reporte |            |                                          |  |

#### Grupo B
| Equipo      | Pts | PJ | PG | PE | PP | GF | GC | Dif |
| ----------- | --- | -- | -- | -- | -- | -- | -- | --- |
| San Ignacio | 5   | 3  | 2  | 1  | 0  | 23 | 14 | 9   |
| Ñemby       | 5   | 3  | 2  | 1  | 0  | 14 | 12 | 2   |
| Caaguazú    | 2   | 3  | 1  | 0  | 2  | 15 | 18 | -3  |
| Altos       | 0   | 3  | 0  | 0  | 3  | 11 | 19 | -8  |

Fecha 1
| 18 de febrero de 2015 | San Ignacio | 9 - 4   | Altos | Estadio Municipal Dos Bocas, San Ignacio |  |
|                       |             | Reporte |       |                                          |  |

| 18 de febrero de 2015 | Caaguazú | 4 - 5   | Ñemby | Estadio Municipal Dos Bocas, San Ignacio |  |
|                       |          | Reporte |       |                                          |  |

Fecha 2
| 20 de febrero de 2015 | San Ignacio | 9 - 5   | Caaguazú | Estadio Municipal Dos Bocas, San Ignacio |  |
|                       |             | Reporte |          |                                          |  |

| 20 de febrero de 2015 | Ñemby | 4 - 3   | Altos | Estadio Municipal Dos Bocas, San Ignacio |  |
|                       |       | Reporte |       |                                          |  |

Fecha 3
| 22 de febrero de 2015 | Caaguazú | 6 - 4   | Altos | Estadio Municipal Dos Bocas, San Ignacio |  |
|                       |          | Reporte |       |                                          |  |

| 22 de febrero de 2015 | San Ignacio | 5 - 5 (3 - 1 p.) | Ñemby | Estadio Municipal Dos Bocas, San Ignacio |  |
|                       |             | Reporte          |       |                                          |  |

#### Grupo C
| Equipo              | Pts | PJ | PG | PE | PP | GF | GC | Dif |
| ------------------- | --- | -- | -- | -- | -- | -- | -- | --- |
| Villa Hayes         | 5   | 3  | 2  | 1  | 0  | 14 | 8  | 6   |
| Fernando de la Mora | 4   | 3  | 2  | 0  | 1  | 22 | 13 | 9   |
| Presidente Franco   | 3   | 3  | 1  | 1  | 1  | 10 | 4  | 6   |
| San Juan Bautista   | 0   | 3  | 0  | 0  | 3  | 5  | 26 | -21 |

Fecha 1
| 17 de febrero de 2015 | Presidente Franco | 0 - 0   | Villa Hayes | Estadio Municipal Dos Bocas, San Ignacio |  |
|                       |                   | Reporte |             |                                          |  |

| 17 de febrero de 2015 | San Juan Bautista | 3 - 12  | Fernando de la Mora | Estadio Municipal Dos Bocas, San Ignacio |  |
|                       |                   | Reporte |                     |                                          |  |

Fecha 2
| 19 de febrero de 2015 | Fernando de la Mora | 4 - 3   | Presidente Franco | Estadio Municipal Dos Bocas, San Ignacio |  |
|                       |                     | Reporte |                   |                                          |  |

| 19 de febrero de 2015 | Villa Hayes | 7 - 2   | San Juan Bautista | Estadio Municipal Dos Bocas, San Ignacio |  |
|                       |             | Reporte |                   |                                          |  |

Fecha 3
| 21 de febrero de 2015 | Presidente Franco | 7 - 0   | San Juan Bautista | Estadio Municipal Dos Bocas, San Ignacio |  |
|                       |                   | Reporte |                   |                                          |  |

| 21 de febrero de 2015 | Villa Hayes | 7 - 6   | Fernando de la Mora | Estadio Municipal Dos Bocas, San Ignacio |  |
|                       |             | Reporte |                     |                                          |  |

#### Grupo D
| Equipo      | Pts | PJ | PG | PE | PP | GF | GC | Dif |
| ----------- | --- | -- | -- | -- | -- | -- | -- | --- |
| Amambay     | 6   | 3  | 3  | 0  | 0  | 11 | 6  | 5   |
| Encarnación | 4   | 3  | 2  | 0  | 1  | 10 | 7  | -3  |
| Villarrica  | 2   | 3  | 1  | 0  | 3  | 9  | 9  | 0   |
| Concepción  | 0   | 3  | 0  | 0  | 3  | 6  | 14 | -8  |

Fecha 1
| 17 de febrero de 2015 | Amambay | 3 - 1   | Concepción | Estadio Municipal Dos Bocas, San Ignacio |  |
|                       |         | Reporte |            |                                          |  |

| 17 de febrero de 2015 | Villarrica | 1 - 2   | Encarnación | Estadio Municipal Dos Bocas, San Ignacio |  |
|                       |            | Reporte |             |                                          |  |

Fecha 2
| 19 de febrero de 2015 | Villarrica | 4 - 2   | Concepción | Estadio Municipal Dos Bocas, San Ignacio |  |
|                       |            | Reporte |            |                                          |  |

| 19 de febrero de 2015 | Amambay | 3 - 1   | Encarnación | Estadio Municipal Dos Bocas, San Ignacio |  |
|                       |         | Reporte |             |                                          |  |

Fecha 3
| 21 de febrero de 2015 | Amambay | 5 - 4   | Villarrica | Estadio Municipal Dos Bocas, San Ignacio |  |
|                       |         | Reporte |            |                                          |  |

| 21 de febrero de 2015 | Encarnación | 7 - 3   | Concepción | Estadio Municipal Dos Bocas, San Ignacio |  |
|                       |             | Reporte |            |                                          |  |

### Segunda fase

#### Semifinal
En el cuadrangular de la semifinal jugarán los 4 equipos con mayor puntaje de cada grupo de la primera fase vs los segundos de cada grupo, los 4 ganadores de cada partido pasarán a la instancia final. Esta fase es conocida localmente como 'Mata-Mata'
| 23 de febrero de 2015 | Villa Hayes | 5 - 1 (t. s.) | Encarnación | Estadio Municipal Dos Bocas, San Ignacio |  |
|                       |             | Reporte       |             |                                          |  |

| 23 de febrero de 2015 | Amambay | 5 - 3 (t. s.) | Fernando de la Mora | Estadio Municipal Dos Bocas, San Ignacio |  |
|                       |         | Reporte       |                     |                                          |  |

| 24 de febrero de 2015 | Horqueta | 11 - 3  | Ñemby | Estadio Municipal Dos Bocas, San Ignacio |  |
|                       |          | Reporte |       |                                          |  |

| 24 de febrero de 2015 | San Ignacio | 6 - 1   | Capiatá | Estadio Municipal Dos Bocas, San Ignacio |  |
|                       |             | Reporte |         |                                          |  |

#### Finales
Los ganadores de los 4 partidos de la semifinal utilizarán el sistema round-robin para coronar al campeón. En caso de empate, no se tomará en cuenta las diferencias de goles.
| Equipo      | Pts | PJ | PG | PE | PP | GF | GC | Dif |
| ----------- | --- | -- | -- | -- | -- | -- | -- | --- |
| Horqueta    | 6   | 4  | 2  | 2  | 0  | 17 | 10 | 7   |
| Amambay     | 4   | 4  | 1  | 2  | 1  | 10 | 11 | -1  |
| Villa Hayes | 3   | 3  | 1  | 1  | 1  | 10 | 14 | -4  |
| San Ignacio | 1   | 3  | 0  | 1  | 2  | 12 | 14 | -2  |

| 26 de febrero de 2015 | Horqueta | 2 - 2   | Amambay | Estadio Municipal Dos Bocas, San Ignacio |  |
|                       |          | Reporte |         |                                          |  |

| 26 de febrero de 2015 | San Ignacio | 4 - 5   | Villa Hayes | Estadio Municipal Dos Bocas, San Ignacio |  |
|                       |             | Reporte |             |                                          |  |

| 27 de febrero de 2015 | Villa Hayes | 3 - 3   | Amambay | Estadio Municipal Dos Bocas, San Ignacio |  |
|                       |             | Reporte |         |                                          |  |

| 27 de febrero de 2015 | San Ignacio | 5 - 5   | Horqueta | Estadio Municipal Dos Bocas, San Ignacio |  |
|                       |             | Reporte |          |                                          |  |

| 28 de febrero de 2015 | Horqueta | 7 - 2   | Villa Hayes | Estadio Municipal Dos Bocas, San Ignacio |  |
|                       |          | Reporte |             |                                          |  |

| 28 de febrero de 2015 | San Ignacio | 3 - 4   | Amambay | Estadio Municipal Dos Bocas, San Ignacio |  |
|                       |             | Reporte |         |                                          |  |

Debido al empate en la tabla de posiciones entre Amambay y Horqueta, con 4 puntos cada uno, se llevó a cabo una 'finalísima' para coronar al campeón.
| 1 de marzo de 2015 | Horqueta | 3 - 1   | Amambay | Estadio Municipal Dos Bocas, San Ignacio |  |
|                    |          | Reporte |         |                                          |  |

### Campeón
| Campeón Horqueta 2.º título |

| Predecesor: Villarrica 2014 | Campeonato Nacional de Fútbol de Salón 2015 | Sucesor: Concepción 2016 |